# Station Jeruty
Station Jeruty is een spoorwegstation in de Poolse plaats Jeruty (Świętajno).